# Fokker E.I
El Fokker E.I (Eindecker I, ‘monoplà‘ en alemany) va ser el primer avió de caça reeixit a entrar en servei amb la Luftstreitkräfte alemanya a mitjan 1915.

## Disseny i desenvolupament
El Fokker E.I era una versió de l'avió de reconeixement militar Fokker M.5K al que se li va afegir una metralladora Parabellum MG-14 que disparava sincronitzadament a través del cercle de l'hèlix. Aquesta modificació va ser presentada al Idflieg (la oficina d'inspecció d'aeronaus militars) que va acceptar i va fer una comanda ja amb el nom definitiu. L'E.I va ser dissenyat com un monoplà monoplaça de construcció mixta amb fuselatge de tubs d'acer, ales de fusta i recobriment tèxtil.
En la versió definitiva es va substituir la metralladora per una Maxim LMG 08/15 refrigerada per aigua i es va instal·lar un motor rotatiu de set cilindres Oberursel U O (que era una copia del Gnome).

## Història operacional
L'1 de juliol de 1915 el tinent Kurt Wintgens del Feldflieger Abteilung 6b (la precursora del Luftstreikräfte) volant en un E.I va abatre un monoplà francès Morane. La producció del Fokker E.I havia començat a arribar a les unitats del front al juny, el que va marcar l'inici d'un període conegut com l'"Assot de Fokker" durant el qual l'E.I i els seus successors Eindecker van aconseguir en gran part la superioritat aèria sobre el Front Occidental. Se'n van construir un total de 54 unitats fins al juny de 1916.

## Especificacions E.I
Dades de The complete book of fighters
Característiques generals
- Tripulació: 1
- Longitud: 6,75 m
- Envergadura: 8,95 m
- Alçada: 2,40 m
- Superfície de l'ala 14,40 m2
- Pes buit: 358 kg
- Pes carregat: 563 kg

 Rendiment 
- Velocitat màxima: 130 km/h
- Abast: 200 km a 110 km/h
- Sostre de servei: 3.000 m